# Gakko no Kaidan
Ghost Stories (яп. 学校の怪談 Гакко: но Кайдан, Школьные истории о привидениях) — японский аниме-сериал, созданный совместно студиями Pierrot и Aniplex по серии книг Тору Цунэмицу.
Сериал впервые транслировался в Японии по телеканалу Fuji TV с 22 октября 2000 года по 25 марта 2001 года. Аниме было лицензировано на территории США компанией A.D. Vision, в чьём переводе оригинальные реплики были заменены на более комедийный вариант. Кроме того, аниме транслировалось по каналу Animax под названием Ghosts at School. Эта версия не подвергалась изменениям по сравнению с оригиналом и показывалась в рамках сети на территории Юго-Восточной и Южной Азии и других регионов. Аниме демонстрировалось на территории Латинской Америки по детскому каналу Cartoon Network.

## Восприятие критикой
Как отмечает рецензент ANN, «времена, когда фанаты восторгались любому аниме, лишь потому что это аниме, уже прошли. Огромное количество аниме наводнивших рынок делает разницу между качественным произведением и дешёвкой всё более ясной. Такой дешёвкой было и аниме „Ghost Stories“. В нём не было ничего, чего зритель не видел бы ранее. Характеры персонажей были стандартны, а история настолько банальна, насколько это только можно вообразить. Качество анимации было неожиданно хорошим для подобных произведений. Удачны были и открывающая и закрывающая темы. Тем не менее, произведение вызывало лишь зевоту».
Однако, с точки зрения рецензента все переменилось, когда аниме было отдублировано ADV Films: «Отбросив оригинальный сценарий и сохранив лишь базовый сюжет, они превратили ужасно скучное произведение для детей в весёлое шоу для взрослых, от которого невозможно оторваться. В истории получился некоторый перебор с грязными шутками, а второй эпизод перегнул палку с отсылками к иконам поп-культуры. Но если вы попытаетесь вместить столько шуток в 23 минуты, ничего удивительного, что некоторые из них окажутся неудачными. Если вы видели английский перевод „Samurai Pizza Cats“, в котором переводчики полностью переписали все диалоги, вы поймёте, чего ожидать от перевода ADV Films»..

## Сюжет
Главная героиня Сацуки Мияносита переезжает вместе со своей семьёй в родной город покойной матери. Однажды она, её брат Кэйитиро, сосед Хадзимэ Аояма, старшеклассница Момоко Койгакубо, а также одноклассник и друг Сацуки Рэо Какиноки оказались в старом здании школы и обнаружили, что здесь запечатаны ёкаи.
Вскоре выясняется, что их запечатала сама мать Сацуки, однако, в связи с урбанизацией города, демоны снова выходят на свободу. Мать перед смертью оставила особую книгу, в которой объясняется, как раз и навсегда изгнать демонов. Сацуки впервые сталкивается со свирепым аманодзяку, однако, по неосторожности, запечатывает его в тело своей любимой кошки. Поначалу ёкай не желает помогать главным героям, но городу теперь грозит опасность, и амонодзяку с героями объединяются, чтобы остановить нашествие демонов.

## Список персонажей
Сацуки Мияносита (яп. 宮ノ下 さつき) — главная героиня сериала. Переезжает вместе со своим отцом и младшим братом в родной город покойной матери. Там она узнала, что мать когда-то запечатала ёкаев, чтобы те не тревожили город. Мать также оставила особую книгу Сацуки, чтобы Сацуки закончила её дело и изгнала демонов. Сацуки очень сильная и храбрая, определяет всё с точностью, но немного капризная, в основном из-за своего безрассудного поведения.
Сэйю: Томоко Каваками
Момоко Койгакубо (яп. 恋ヶ窪 桃子) — ученица 6 класса и лучший друг Сацуки. Никогда ничего не боится, даже в самых опасных ситуациях. Всегда готова прийти на помощь и сразиться с духами. У неё также существует некая духовная связь с матерью Сацуки.
Сэйю: Куми Сакума
Хадзимэ Аояма (яп. 青山 ハジメ) — сосед Сацуки. Всегда говорит, что очень сильный и всегда готов сражаться с призраками. Но на самом деле очень трусливый. Несмотря на это, он самый верный и надёжный друг Сацуки и даже не раз защищал её. У Хадзимэ есть вредная привычка — заглядывать под юбки, и часто объектом подглядывания становится Сацуки. В результате это приводит к непредсказуемым ситуациям. На протяжении всего сериала можно наблюдать, как развиваются отношения между Хадзимэ и Сацуки.
Сэйю: Такако Хонда
Рэо Какиноки (яп. 柿木 レオ) — друг Сацуки. Очень трусливый человек. Помешан на паранормальных явлениях, объявил себя великим исследователем паранормалий. Каждый раз, когда Рэо пытается доказать тайну существования духов, ему это не удаётся. В английской версии его зовут «Лео».
Сэйю: Макото Цумура
Кэйитиро Мияносита (яп. 宮ノ下 敬一郎) — младший брат Сацуки. По натуре очень пугливый, и чуть что, начинает плакать, однако пытается быть мужественным и противостоять призракам. Когда Кэйитиро испуган, то начинает невнятно говорить, и сестра, как правило, не может понять его речь. Единственный, кому действительно удалось подружится с Амонодзяку.
Сэйю: Куруми Мамия
Аманодзяку (яп. 天の邪鬼) — могущественный ёкай, который когда-то был запечатан матерью Сацуки. Однако, в связи с постепенной урбанизацией города, был полностью освобождён из своей магической клетки. Тем не менее вскоре Сацуки при сражении случайно запечатала Аманодзяку в свою любимую кошку — Каю. Сначала демон враждебно относился к главным героям и даже радовался, когда те попадали в беду, но позже начинает за ними своего рода ухаживания, особенно за Сацуки и Кэйитиро.
Сэйю: Рюсэй Накао
Саката (яп. 坂田) — учительница класса, где учатся Сацуки, Хадзимэ и Рэо. Не раз становилась жертвой сверхъестественных происшествий, например, несколько раз была проклята и похищена призраками. Несмотря на всё это, она не верит в сверхъестественное.
Сэйю: Ютака Аояма
Рэйитиро Мияносита (яп. 宮ノ下 礼一郎) — отец Сацуки. Не верит в существование сверхъестественного и не знает о том, что его дети стали экзорцистами и ведут кампанию по изгнанию злых демонов из их мира.
Сэйю: Такэхиро Муродзоно
Каяко Мияносита (яп. 宮ノ下 佳耶子) — покойная мать Сацуки и Кэйитиро. Позже Сацуки из её дневника узнаёт, что мама в детстве тоже была экзорцистом. Она в сериале появляется несколько раз в образе духа, чтобы помочь Сацуки в борьбе против духа фортепиано Кутабэ и Анамнанэки. Однако, по непонятной причине, может связаться с миром живых только через Момоко. Её девичья фамилия — Камияма.
Сэйю: Котоно Мицуиси

## Перевод по версии ADV
19 августа 2005 года был анонсирован выпуск сериала с пародийным переводом по версии ADV. Из-за перевода был сильно искажён сюжет и смысл сериала. Некоторые фанаты Gakkоu no Kaidan высказались резко против перевода, назвав его нечестной попыткой получить большой доход от продаж.
В частности, в этом переводе персонажи часто используют ненормативную лексику, также присутствуют многие отсылки к американской поп-культуре. Так, например, когда Хадзимэ и Момоко впервые входят в духовный контакт друг с другом, Момоко в оригинале говорит каждый раз: «Она прекрасна», в ADV переводе — «Диггити Диггити!» что является прямой отсылкой на Гленна Куагмайра из американского мультсериала «Гриффины». Также идут отсылки к различным магазинным сетям, телевизионным шоу (например, «Остаться в живых» или E! True Hollywood Story), продуктам WalMart, туалетной бумаге Charmin.
Были радикально изменены диалоги персонажей. Например, Момоко — фанатично преданная христианка-пятидесятник, а мать Сацуки — лесбиянка. Мияносита стал «Маншита», что означает каламбур. Также Рэо становится евреем, в чём и является главная причина его неуверенности и страха. Младший брат Сацуки превращён в умственно отсталого. Также (в комедийных целях) немного расширена роль второстепенных персонажей.